# Golden Chick
Golden Chick è una catena di ristoranti di fast food che serve pollo fritto. L'azienda ha il suo quartier generale a Richardson, Texas.
Il primo ristorante fu aperto nel 1967 a San Marcos nel Texas, con il nome di Golden Fried Chicken. Il franchising ha avuto inizio nel 1972. Un decennio più tardi, il franchise era cresciuto a un certo numero di ristoranti soprattutto nel Texas centrale, con particolare attenzione sulle città di Austin e San Antonio. Alla fine si espanse al di fuori della Dallas-Fort Worth Metroplex, e poi attraversò il confine di stato con l'Oklahoma e attraverso l'oceano a Karachi, Pakistan. Ci sono attualmente 184 negozi che operano nel Texas, Oklahoma, Carolina del Sud, Georgia e Florida, e ulteriori piani per lo sviluppo internazionale.
Dal 1985 il piatto principale è il chicken fingers, pollo tagliato a strisce e poi cotto, noto col marchio di fabbrica Golden Tenders. Dal 1996 il nome Golden Fried Chicken è stato abbreviato all'attuale Golden Chick.
Dal 2017, il Texas Country Reporter sponsorizza il Golden Chick.